# Gardermoen Station (Oslo Lufthavn)
Gardermoen Station (Gardermoen stasjon) er en jernbanestation i Ullensaker Kommune i Norge, lige under Oslo lufthavn, Gardermoen. Stationen ligger på Gardermoen, 51,85 km fra Oslo Centralstation og blev åbnet i 1998. Det har tre typer tog: Flytoget, Vy regionaltog og Vy lokaltog.

## Historie
Beslutningen om at bygge station, jernbane og lufthavn blev taget af Stortinget 8. oktober 1992. NSB Gardermobanen, et datterselskab af Norges Statsbaner blev bestilt til at bygge jernbanen og stationen, ligesom de skulle drive flytogene, når banen kom i brug. Byggeriet fandt sted parallelt med opførelsen af hovedlufthavn, og er i samme stil som resten af lufthavnen. Stationen blev åbnet 27. september 1998 og passagertrafikken begyndt samtidig med åbningen af lufthavnen 8. oktober 1998. Som en del af reorganiseringen af NSB Gardermobanen, blev ejerskabet af stationen i 2001 overdraget til Jernbaneverket.

## Placering
Stationen ligger på Gardermoen i 51,85 km fra Oslo S, men den faktiske afstand er kun 48,07 km. Dette er fordi markeringen af afstand følger den lidt længere hovedlinje mellem Oslo og Lillestrøm. Stationen er bygget direkte under lufthavnsterminalen og rulletrapper og elevatorer fører folk op i terminalen. Nord for stationen Gardermoen går banen ind i en tunnel under lufthavnen og fortsætter videre mod Eidsvoll. I denne tunnel er der vendespor for Flytoget, som er forbundet med sporene 2 og 3.

## Terminal for jetbrændstof
Lige syd for stationen er Gardermoen tankvognsterminal. Her bliver alt jetbrændstof til Oslo Lufthavn Gardermoen tanket over fra et særligt godstog med flybrændstof.
Dette tog ("Paraffin- toget") er det eneste godstog, der kommer til Gardermoen.

## Faciliteter
Stationen er altid åben og bemandet mellem kl 7:00 og 22:00 med en noget reduceret bemanningstid i weekenden. Perronerne er tilpassede for kørestole, men det er togene ikke, så derfor findes der eksterne ramper designet til at få kørestole om bord i togene. Der findes også bagagevogne og billetautomater på stationen. Hertil kommer en række andre tjenester i lufthavnen, såsom nærbutikker, apotek, bank, politi, taxaer og busser.

## Tog
Norges Statsbaner (NSB) og Flytoget er de eneste driftsselskaber for tog, der betjener stationen. De deler stationens fire spor, som følger:
- Spor 1: NSB tog mod Hamar / Trondheim
- Spor 2: Flytoget fra Drammen / Asker / Oslo S
- Spor 3: Flytoget mod Oslo / Asker / Drammen
- Spor 4: NSB tog mod Oslo S

### Flytoget
Flytoget har seks afgange i timen, hvoraf tre er direkte til Oslo Central Station (Oslo S). Direkte afgang tager 19 minutter. De resterende tre afgange stopper ved Lillestrøm før Oslo, inden de fortsætter videre til Asker og Drammen.

### Norges Statsbaner (NSB)
Sammenlignet med Flytoget er NSB ofte den mest overkommelige løsning.
NSB opererer med to typer trafik i stationen.
- NSB Lokaltog med en afgang hver time, mellem Kongsberg via Oslo S til Gardermoen og videre til Eidsvoll Station.
- NSB Regionaltog med en afgang hver time mellem stationerne Skien (via Oslo S) til Gardermoen og videre til Lillehammer Station.

Hertil kommer fem daglige afgange mellem Oslo og Trondheim Centralstation, herunder nattoget, der stoper på stationen.